# Захария (священник)
Священник Заха́рия (из рода Аарона) — отец Иоанна Крестителя и супруг праведной Елисаветы, порой отождествляется с Захарией, сыном Варахии, упомянутым в Мф. 23:35. Происходил из рода священника Авии, потомка Аарона, которому при царе Ироде выпало по жребию совершать богослужения в восьмую седмицу (Лк. 1:5, 8, 1Пар. 24:10).
В исламе именуется Закарийя.

## Жизнеописание

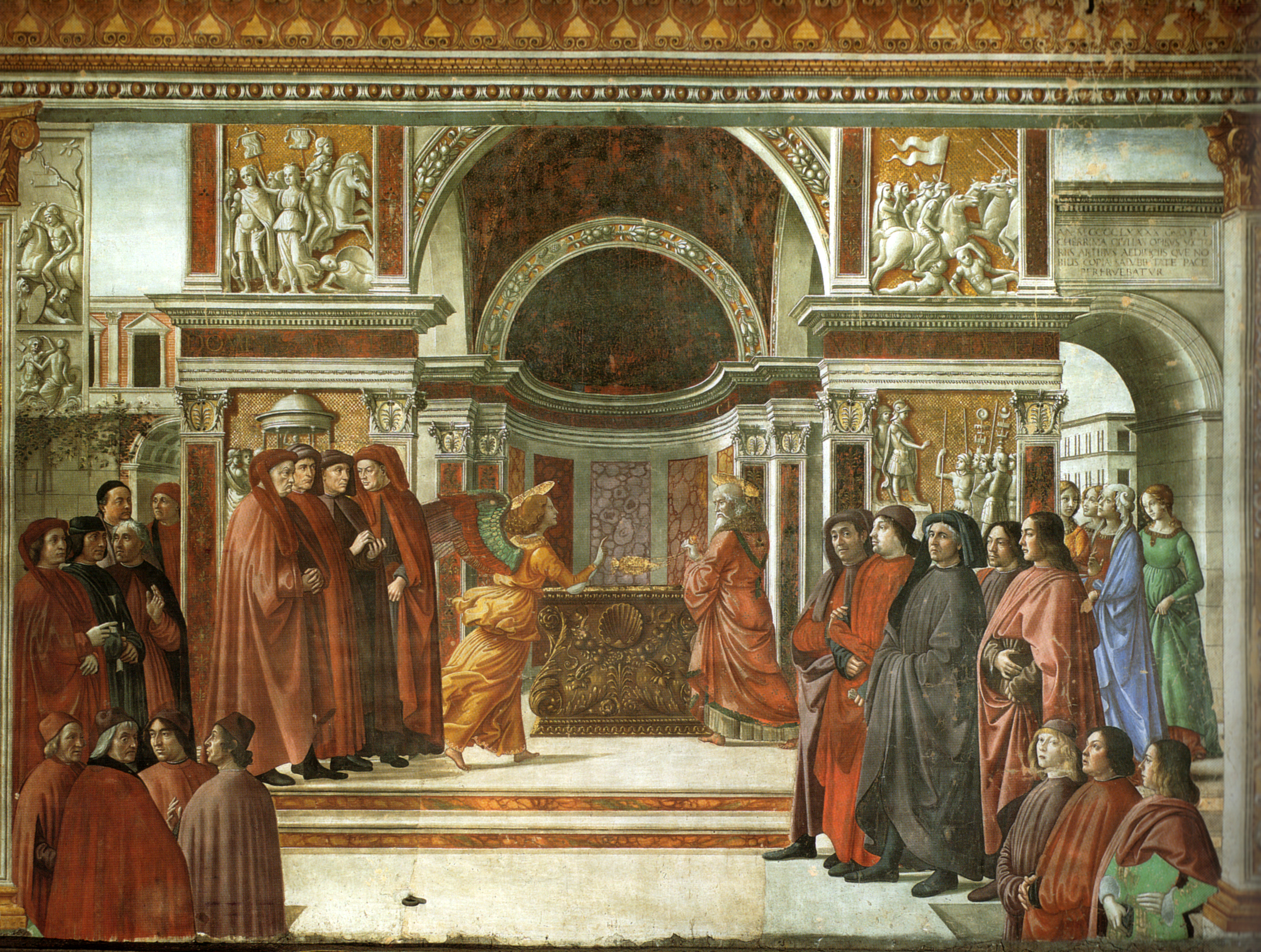
«Благовещение о рождестве Иоанна Предтечи», фреска Доменико Гирландайо в капелле Торнабуони

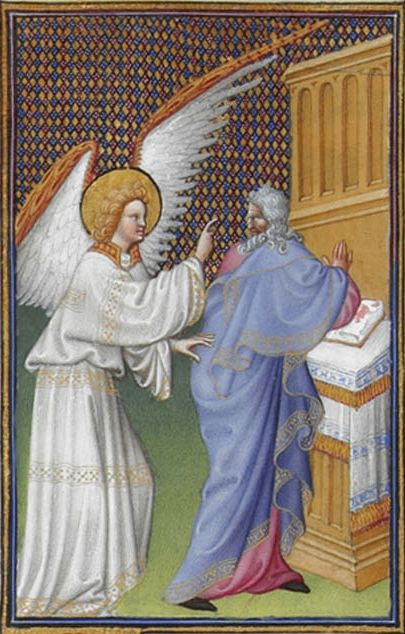
Миниатюра из «Великолепного часослова герцога Беррийского»

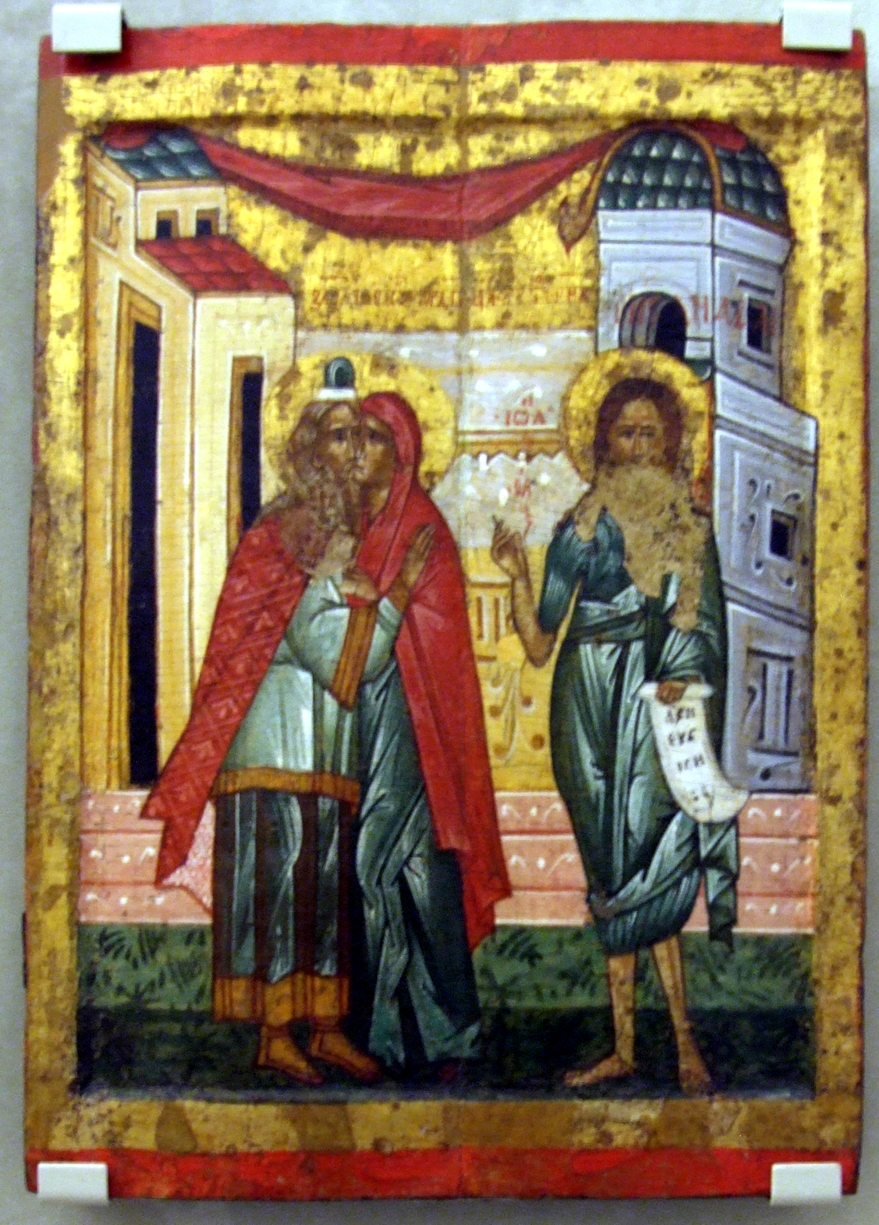
«Зачатие Иоанна Крестителя» (встреча Захарии и Елисаветы; справа изображена фигура их будущего сына)

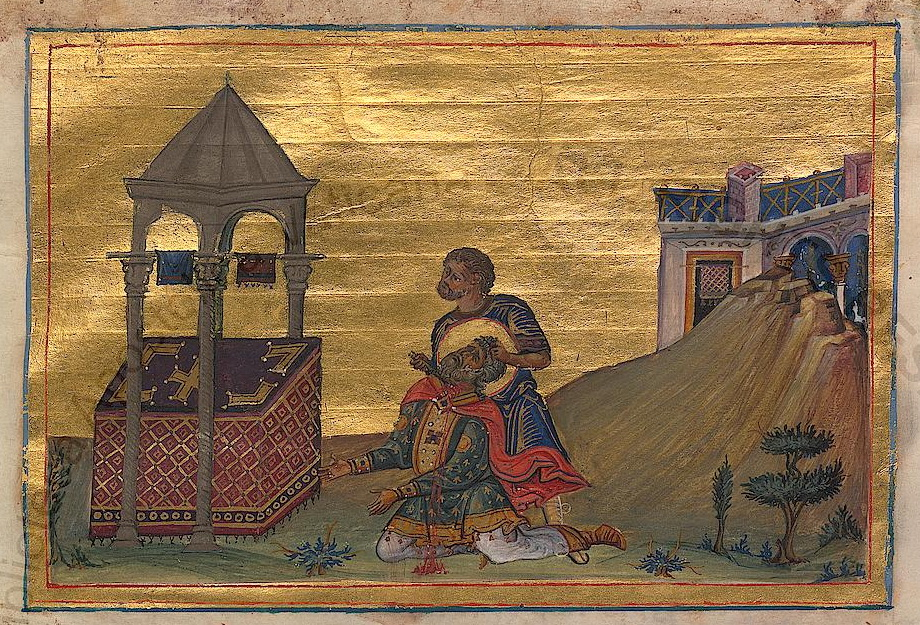
Убийство Захарии (миниатюра из Минология Василия II, 976—1025 гг.)

По преданию, Захария был первосвященником и в возрасте трёх лет ввёл Деву Марию в Храм.
Согласно житию, Захария вместе с супругой жили в Хевроне. Согласно Евангелию от Луки, они достигли пожилого возраста, но детей не имели. О рождении сына Иоанна архангел Гавриил предвозвестил Захарии в храме.
Однажды святой Захария совершал богослужение в Иерусалимском храме и увидел архангела, стоящего по правую сторону жертвенника.

Ангел же сказал ему: не бойся, Захария, ибо услышана молитва твоя, и жена твоя Елисавета родит тебе сына, и наречешь ему имя: Иоанн; и будет тебе радость и веселие, и многие о рождении его возрадуются, ибо он будет велик пред Господом; не будет пить вина и сикера, и Духа Святаго исполнится ещё от чрева матери своей; и многих из сынов Израилевых обратит к Господу Богу их; и предъидет пред Ним в духе и силе Илии, чтобы возвратить сердца отцов детям, и непокоривым образ мыслей праведников, дабы представить Господу народ приготовленный.
— Лк. 1:13–17.
Захария усомнился в вести и был за это наказан немотой: «я Гавриил, предстоящий пред Богом, и послан говорить с тобою и благовестить тебе сие; и вот, ты будешь молчать и не будешь иметь возможности говорить до того дня, как это сбудется, за то, что ты не поверил словам моим, которые сбудутся в своё время» (Лк. 1:19, 20).
Когда Елизавета родила и настало время давать младенцу имя, его предложили назвать по имени отца — Захарией, но Елисавета отказалась, настояв на том, чтобы он был наречен Иоанном. Захарии дали табличку, и он подтвердил это, написав: «Иоанн — имя ему», после чего смог снова говорить (Лк. 1:76) и произнес пророчество, известное как Песнь Захарии. Согласно Протоевангелию Иакова (вторая половина II века), во время избиения младенцев, когда Елизавета с их сыном скрывалась в пустыне, Захарию, служившего в храме, стали допрашивать о том, где его сын. Он отказался отвечать, и его убили прямо в святилище. Этот эпизод получил широкое распространение в средневековье. Возможно, он относится к Евангельскому тексту про «кровь Захарии» (Мф. 23:35). Однако большинство библеистов относит его либо к личности пророка Захарии, либо к упомянутому во Второй книге Паралипоменон «Захарии, сыну Иодая священника» (2Пар. 24:20).

## Церковное почитание

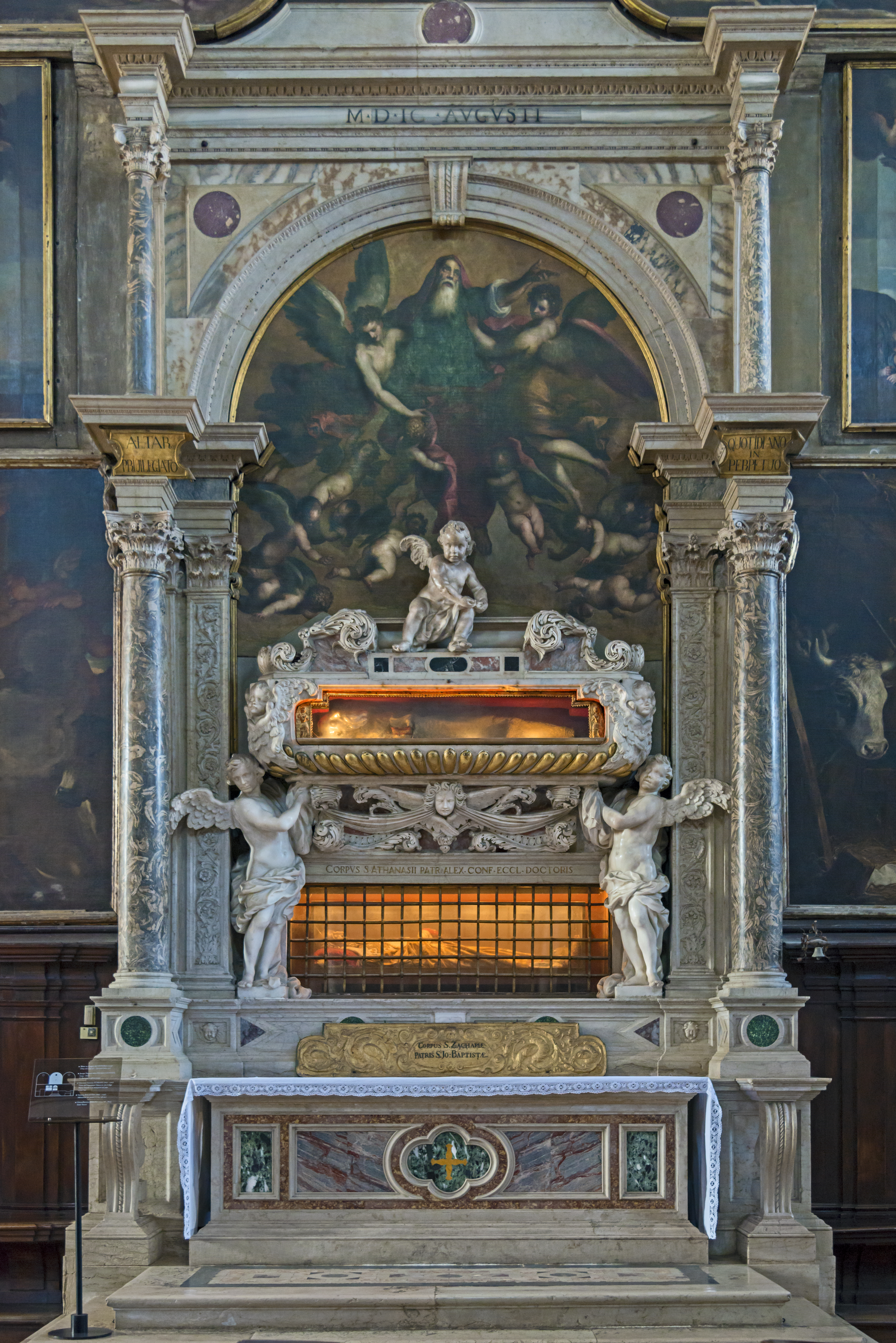
Мощи святого Захарии в церкви Сан-Заккариа

Память совершается вместе с его супругой Елисаветой:
- в православной церкви почитается как праведный, пророк — 18 сентября (5 сентября по старому стилю);
- в лютеранской церкви — 5 сентября;
- в католической церкви — 23 сентября.

Считается, что дом, где жил Захария и где родился его сын Иоанн Креститель был расположен в предместье Иерусалима Эйн-Кареме. На этом месте в настоящее время построен францисканский монастырь «Святой Иоанн на горах».
О местонахождении мощей Захарии существуют различные мнения:
- в православной традиции считается, что их в 415 году перенесли из Иерусалима в Константинополь и поместили в храме Богородицы рядом со Святой Софией (о нахождении их там сообщает «Аноним Меркати» — латинское описание Константинополя XII века). При этом паломник Иоанн Фока в 1185 году сообщал, что гробницы с мощами Захарии и Елисаветы находились в севастийской церкви Иоанна Предтечи, построенной на месте его темницы. В настоящее время мощи (или их часть) находятся в афонском монастыре Констамонит;
- в католической традиции считается, что местом нахождения мощей Захарии является Латеранская базилика в Риме и церковь Сан-Заккариа в Венеции.

## Захария в Коране
Захария фигурирует в Коране как Закарийа (араб. زكريا‎) — один из пророков — посланный к Сынам Израиля, соответствует библейскому священнику Захарии. Упомянут в Коране 7 раз. Отец пророка Яхьи (библейского Иоанна) (Коран, 19:7).
Бог являет Захарии свое чудо — у престарелого священника и его старой жены, рождается мальчик (Коран 3:40). В Коране утверждается, что имя «Яхья» (Иоанн), которым нарекли ребёнка — уникальное (Коран, 19:7). В качестве ещё одного божественного знамения, Захария не говорил с окружающими в течение трех ночей (Коран 19:10), что созвучно с эпизодом из Евангелия от Луки (Лк. 1:19, 20). В течение трех ночей Захария мог общаться только с помощью жестикуляции (Коран 3:41).
Захария, согласно Корану, являлся опекуном Девы Марии (Коран 3:37).
Некоторые мотивы попали в цикл о Закарийи из иудейских легенд о другом Захарии — библейском пророке.

## Гимнография
В православной традиции Захария, как отец Иоанна Предтечи, вспоминается за богослужением в дни празднования зачатия Иоанна Крестителя (23 сентября (6 октября)) и его Рождества (24 июня (7 июля)). Первые тексты последований святому Захарии содержатся в Типиконе Великой церкви (IX век) и в Студийско-Алексиевском Типиконе (1034 год). Праздничное последование включает 6 стихир на «Господи, воззвах», пение «Бог Господь» на утрене, тропарь 8-го гласа, по 9-й песни канона — светилен; на литургии на блаженнах указывается пение 3 и 6 песни канона святому Захарии, прокимен из 109 псалма. Иерусалимские Типиконы содержат богослужебные указания, схожие со Студийским уставом.
В современном богослужении последование Захарии включает:
- тропарь 4-го гласа;
- кондак 3-го гласа;
- канон 1-го гласа авторства Феофана с акростихом греч. Τὸν Προδρόμοιο τοκῆα κροτῶ σοφὸν ἀρχιερῆα (Предтечи родителю рукоплещу премудрому архиерею)[8];
- ирмос;
- цикл из 3 стихир-подобнов;
- 3 стихиры-самогласна, седален и светилен[5].